# 중화인민공화국의 자살
중화인민공화국의 자살(영어: Suicide in China)은 중화인민공화국의 자살을 서술한다.

## 설명
중화인민공화국의 자살은 2011년에는 7위를 차지할 정도로 위험한 수준이였으며, 2013년 9월에 극적으로 증가하였다. 또한, 티베트인이 중화인민공화국 정부에 독립을 요구하는 시위로 분신 자살을 한 사람도 있었다. 2003년에 조선족이 목숨을 포기한 사건도 있었다.
최근에도 피해 아동의 고모가 스스로 목숨을 끊는 사건도 있었다. 보통은 생활고, 사회 부적응의 등으로 목숨을 끊는 중국인이 끊이지 않는다는 것이다.

## 같이 보기
- 자살률에 따른 나라 목록
- 자살